# Martin Joseph Fettman
Martin Joseph Fettman (* 31. prosince 1956 Brooklynu, New York, USA) je americký učitel, vědec a kosmonaut. Ve vesmíru byl jednou.

## Život

### Studium a zaměstnání
Absolvoval střední školu Midwood High School v Brooklynu (1973) a pak pokračoval ve studiu na Cornell University, Ithaca. Po ukončení tamního studia v roce 1980 pokračoval ve vysokoškolském studiu na California State University v Fort Collins.
Na univerzitě pak zůstal do roku 1991 jako učitel a šéf patologie.
V letech 1991 až 1993 byl členem jednotky kosmonautů v NASA. Po ukončení krátké kariéry kosmonauta se vrátil na universitu.
Měl přezdívku Marty a zůstal svobodný.

### Let do vesmíru
Na oběžnou dráhu se v raketoplánu dostal jednou a strávil ve vesmíru 14 dní, 0 hodin a 12 minut. Byl 304 člověkem ve vesmíru.
- STS-58 Columbia (18. října 1993 – 1. listopadu 1993)